# François Hemmer
Pour les articles homonymes, voir Hemmer.
François Hemmer, né le 5 novembre 1938 à Orsonnens et mort le 19 avril 2004 en Italie, est un ingénieur en électricité, directeur de la Haute École d'ingénierie et d'architecture de Fribourg de 1980 à 2002, et un pionnier des Hautes Écoles Spécialisées (HES) en Suisse.

## Biographie

### Origines et famille
La famille de François Hemmer est originaire de Rodemack, en Lorraine (France) et acquiert la nationalité suisse et la citoyenneté de Romont, dans le canton de Fribourg, en 1923 ou 1924.
François Hemmer est le premier enfant de François Marie Pierre Hemmer.
Cousin du président de la République française Albert Lebrun (de 1932 à 1940), son grand-père paternel, Pierre Marie Joseph Hemmer (1875-1950) est naturalisé suisse le 15 février 1924 et travaille en tant qu'ingénieur auprès de la société Brown, Boveri & Cie. François Hemmer est l'arrière-petit-fils de l'homme politique suisse Jean Alphonse Théraulaz, (par sa grand-mère maternelle Françoise Laure Théraulaz) ainsi qu'un petit-cousin de l'architecte Augustin Genoud (de). Il est le frère aîné de Pierre Hemmer, chef d'entreprise et pionnier de l'internet en Suisse.
Il est marié et père de 4 enfants.

### Écoles
Il commence sa scolarité chez les sœurs Ursulines durant deux ans, puis il termine son école primaire dans la classe de son père, régent à Orsonnens et Fribourg. Il se rend ensuite au pensionnat St-Charles de Romont où il fait la connaissance de Denis Clerc et Augustin Macheret.

### Études
Entre 1959 et 1961, il est en formation au Technicum à Fribourg où il obtient le diplôme de l'École d'électrotechnique en 1961[source insuffisante].
Entre 1963 et 1966, il est en formation à l'École Polytechnique de Zurich, pour laquelle il obtient une bourse de l'entreprise Brown, Boveri & Cie. Il y obtient un diplôme d'ingérieur électricien,.
Entre 1967 et 1971, il réalise un doctorat ès sciences techniques à l'École Polytechnique de Zurich avec un travail de recherche dans le domaine du traitement numérique du signal en télécommunication. Son travail de doctorat, obtenu en 1971 et intitulé « Simplification des conditions de stabilité des systèmes échantillonnés linéaires de forme directe », est couronné de la médaille d'argent de l'EPFZ,,.

### Parcours professionnel
De 1964 à 1966, pendant les vacances estudiantines, il travaille avec Jacques Piccard. Il reprend les calculs du mésoscaphe de l'exposition nationale de 1964 et calcule la cote des suivants, notamment celui avec lequel Jacques Piccard a dérivé sur le Gulfstream. Il réalise les calculs de résistance des matériaux de la coque.
Entre 1969 et 1974, il est enseignant dans le domaine des hautes fréquences et de l'électronique au Technicum de Fribourg,. Il y est ensuite vice-directeur et enseignant d'électronique jusqu'en 1980,, avant de reprendre la direction de l'École d'ingénieurs cantonale qu'il dirige jusqu'en 2002.
Président de la conférence des directeurs des Écoles d'ingénieurs de Suisse de 1990 à 1993,,, il est également membre de la commission fédérale des HES dans les années 1990.
En 1992, il est élu à la commission cantonale de protection des données.

## Direction de la Haute École d'ingénierie et d'architecture de Fribourg
En 1980, François Hemmer reprend la direction de l'École d'ingénieurs de Fribourg. Celle-ci comprend alors trois écoles : 
- École des arts et métier (apprentissages) (actuellement : École des Métiers)
- École des chefs de chantiers (actuellement : École technique de la construction)
- École d'ingénieurs

François Hemmer réorganise l'école d'ingénieur, processus qui aboutit à la nouvelle loi scolaire de 1991, considérée comme avant-gardiste. Il réorganise également les plans d'étude,,et ouvre de nouvelles filières de formation, dont celle pour les ingénieurs et techniciens en télécommunication,.
Sous sa direction, les effectifs progressent régulièrement et la collaboration avec les milieux économiques se renforce,. Il développe des collaborations avec les PTT, Ciba, Illford, Liebherr, Vibrometer. Il fait participer l'école d'ingénieurs à des projets du moment, comme en 1977, où l'école d'ingénieurs développe à son initiative, un nouveau système de chronométrage pour le Morat-Fribourg,,. Il met en place en 1996 la première classe virtuelle de Suisse pour ce secteur, avec un Postgrade en informatique et télécommunication mené à distance pour des étudiants « installés dans toute la Suisse et même aux États-Unis ». Il coordonne la construction d'un nouveau bâtiment,. Budgété à 105 millions de francs, le bâtiment est alors le plus cher qu'ait réalisé le canton de Fribourg,. Le projet est plébiscité en votation.
Il prend sa retraite en 2002, après 22 ans à la tête de l'Ecole d'ingénieurs,.

## Pionnier des HES
François Hemmer joue un rôle déterminant dans le processus qui aboutira à la création des Hautes Ecoles Spécialisées HES,. Avec ses collègues de l'époque, il convainc le conseiller fédéral Jean-Pascal Delamuraz de l'urgence d'une réforme. Avec une rapidité inhabituelle, la Confédération met en oeuvre la loi sur les Hautes écoles spécialisées qui entrera en vigueur en 1996. François Hemmer est alors nommé par les autorités fédérales membre de la Commission fédérale des HES.
Il milite ensuite pour le regroupement de toutes les écoles de Suisse romande en une seule Haute école spécialisée. Le concept aboutit en 1997 avec la création de la HES-SO,, pour laquelle il oeuvre activement et dont il prend la vice-présidence du comité directeur en septembre 2000. Il occupa aussi le poste de président de la Conférence des Directeurs des Ecoles d'Ingénieurs de la HES-SO, à la tête de laquelle il travaille pour améliorer les cursus de formation (ex. les maturités professionnelles) et définir les titres, notamment en vue de la reconnaissance par l'Europe des diplômes d'ingénieurs,.
À Fribourg, il développe les liens entre l'École d'ingénieurs, qu'il dirige et la Haute Ecole de Gestion, elle aussi membre de la HES-SO. Dans le cadre de son mandat au sein des HES, il oeuvre activement en faveur de la collaboration entre les écoles, malgré les barrières cantonales.

## Prises de position

Espace François Hemmer, vu de l'extérieur

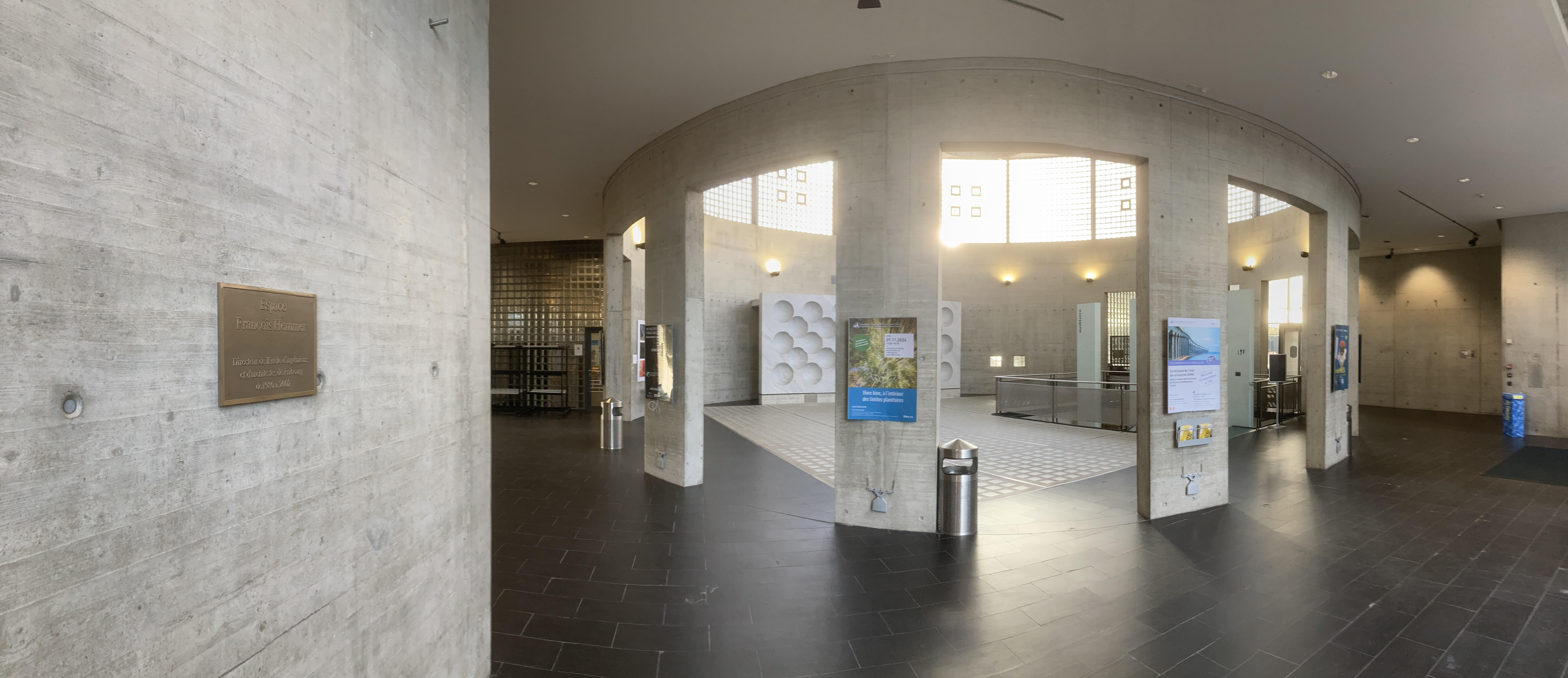
Espace François Hemmer, vu de l'intérieur

Durant son parcours, François Hemmer s'est longtemps battu pour la valorisation des apprentissages, qui ouvrent la voie aux études lorsqu'ils sont combinés à la maturité professionnelle et qui, selon ses termes, ne devaient « plus être considérés comme une forme de déchéance par rapport aux gymnases ». Il milite pour la formule 3+1, soient 3 ans d'apprentissage et une année de formation générale au terme de laquelle est délivrée le baccalauréat, appelé ensuite maturité professionnelle,,.
De mars à juin 1990, des ingénieurs de Fribourg, dont François Hemmer, appuient et obtiennent l'implémentation à Fribourg du Centre CIM de Suisse Occidentale. Il a été, avec son frère Pierre, le moteur décisif de la réalisation du centre de formation CIM pour la Suisse romande, mis en place dans son canton.
À son époque, le ratio de femmes étudiant à l'École d'ingénieurs de Fribourg était supérieur à la moyenne nationale. François Hemmer était dans une logique de promotion des études d'ingénieur auprès de la population féminine.

## Mort
Il décède le 19 avril 2004 d'un malaise cardiaque lors d'une randonnée à ski en Italie,.

## Hommage
L'école d'ingénieurs de Fribourg dispose d'un « Espace François Hemmer ».